# Somatomédine

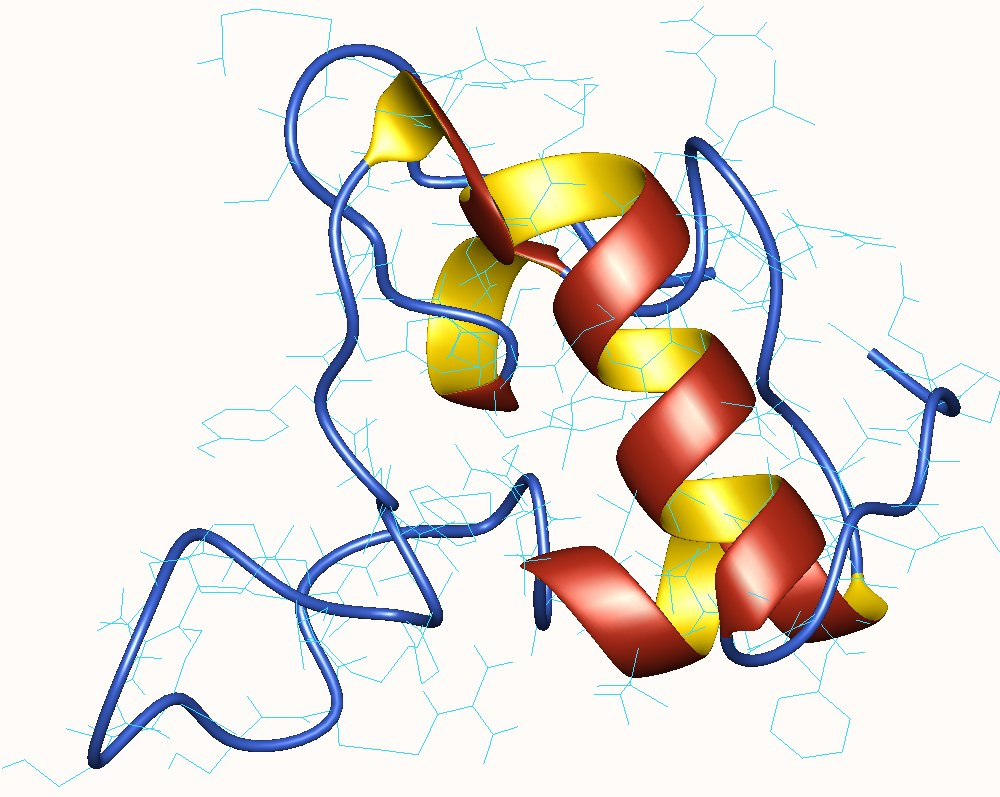
Structure d'une somatomédine C humaine.

La somatomédine est une hormone peptidique sécrétée principalement par le foie, et dont l'action principale est de stimuler la synthèse du collagène et des protéoglycanes ; au niveau du cartilage, elle induit la prolifération des chondrocytes et des fibroblastes. Proche de la pro-insuline, la somatomédine, appelée en anglais insulin-like growth factor (IGF), comporte en fait deux substances : l'IGF-1 et l'IGF-2. Elle est sous la dépendance de l’hormone de croissance.